# تونس في الألعاب الأولمبية الشتوية للشباب 2024
شاركت تونس في الألعاب الأولمبية الشتوية للشباب 2024 بثلاتة رياضيين وهم جوناتان الوريمي، وصوفي غربال وبيه المقراني، وأنهت المنافسات بميدالية فضية فاز بها جونتان في رياضة زلاجة جماعية يوم 23 جانفي 2024. لتكون بذلك أول ميدالية تونسية في هذه المنافسات.